# Пчелник (Варненська область)
Пче́лник (болг. Пчелник) — село у Варненській області Болгарії. Входить до складу общини Долішній Чифлик.

## Населення
За даними перепису населення 2011 року у селі проживали 1678 осіб.
Національний склад населення села:
| Національність   | Кількість осіб | Відсоток |
| ---------------- | -------------- | -------- |
| болгари          | 1035           | 69,4%    |
| турки            | 431            | 28,9%    |
| інша             | 20             | 1,3%     |
| Всього відповіли | 1491           |          |

Розподіл населення за віком у 2011 році:
Динаміка населення: